# 掌裂蜂斗叶
掌裂蜂斗叶（学名：Petasites tatewakianus）是菊科蜂斗菜属的植物。分布于萨哈林岛、俄罗斯以及中国大陆的黑龙江等地，生长于海拔300米的地区，多生长在低洼地、山谷冲积地及山坡浅水滩，目前尚未由人工引种栽培。